# Monument de Bartolomeo Colleoni
El monument de Bartolomeo Colleoni es troba a la ciutat de Venècia (Vèneto, Itàlia), concretament al campo de Sant Giovanni e Paolo, al costat de l'església del mateix nom.
Verrocchio va realitzar aquesta gran i famosa estàtua el 1488, any de la seva mort. Alessandro Leopardi es va encarregar de la difícil feina de fondre-la en bronze i de l'execució del pedestal.

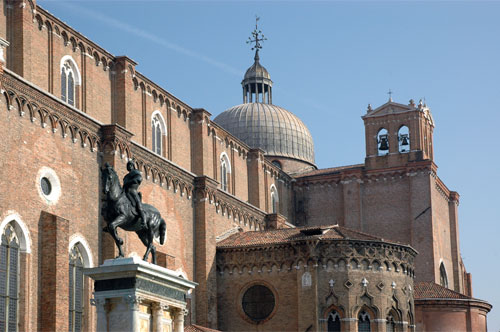
El monument davant San Giovanni e San Paolo.